# Ajedrez en los Juegos Panafricanos
El Ajedrez en los Juegos Panafricanos se celebró por primera vez en la edición del 2003 en Nigeria hasta en la edición del 2011 en Mozambique tanto en masculino como en femenino.

## Ediciones anteriores
| Edición | Año  | País Sede  |
| ------- | ---- | ---------- |
| VIII    | 2003 | Nigeria    |
| IX      | 2007 | Argelia    |
| X       | 2011 | Mozambique |

## Medallero
| #     | País       | Oro | Plata | Bronce | Total |
| ----- | ---------- | --- | ----- | ------ | ----- |
| 1     | Egipto     | 16  | 0     | 4      | 20    |
| 2     | Argelia    | 11  | 4     | 1      | 16    |
| 3     | Nigeria    | 8   | 0     | 2      | 10    |
| 4     | Angola     | 2   | 0     | 2      | 4     |
| 5     | Sudáfrica  | 1   | 9     | 3      | 13    |
| 6     | Libia      | 1   | 0     | 0      | 1     |
| 6     | Zimbabue   | 1   | 0     | 0      | 1     |
| 8     | Botsuana   | 0   | 2     | 1      | 3     |
| 9     | Zambia     | 0   | 1     | 2      | 3     |
| 10    | Mozambique | 0   | 0     | 1      | 1     |
| Total | Total      | 40  | 16    | 16     | 72    |